# Cosmiomma hippopotamensis
Genre
Espèce
Synonymes
- Ixodes hippopotamensis Denny, 1843

Cosmiomma hippopotamensis est une espèce de tiques de la famille des Ixodidae, la seule du genre Cosmiomma.

## Distribution
Cette espèce se rencontre en Namibie, en Angola et au Botswana.
Elle a été observée sur le rhinocéros noir (Diceros bicornis) et l'hippopotame amphibie (Hippopotamus amphibius).

## Publication originale
- Denny, 1843 : Description of six supposed new species of parasites. Annals and Magazine of Natural History, vol. 12, p. 312–316 (texte intégral).
- Schulze, 1919 : Bestimmungstabelle fuĻr das Zeckengenus Hyalomma Koch. Schriften der Gesellschaft Naturforschender Freunde zu Berlin, vol. 1919, p. 189–196 (texte intégral).